# جنگ ظفار
جنگ ظُفار، شورش ظفار یا انقلاب ظفار (به عربی: الحرب فی ظفار یا ثورة ظفار)، یک جنگ داخلی در عمان بود که به نبرد کمونیست‌های تحت حمایت اتحاد جماهیر شوروی و چین با سلطنت عمان در استان ظفار در شرق این کشور گفته می‌شود. این نبرد با تأسیس جبهه آزادی‌بخش ظفار در سال ۱۹۶۲ آغاز شد و با شکست کامل مخالفان در سال ۱۹۷۵ پایان یافت. هدف اصلی شورشیان، سرنگونی سلطان عمان، قابوس بن سعید بود ولی به هدف خود نرسیدند. در نتیجه حکومت عمان وادار به انجام اصلاحات گسترده‌ای در کشور شد.
محمدرضا پهلوی، پادشاه وقت ایران، جلوگیری از تسلطِ مارکسیست‌های عرب در میانه جنگ سرد بر ورودی تنگه هرمز و خلیج فارس به عنوان مهم‌ترین شاهراه نفتیِ جهان، دکترین نیکسون مبنی بر عدم حضور مستقیم آمریکا در جنگ و بومی کردن جنگهای منطقه‌ای و گسترش حوزه نفوذ ایران اقدام به اعزام نیروهای ارتش شاهنشاهی ایران برای حمایت از سلطان قابوس کرد که نتیجهٔ آن موفقیت‌آمیز بود و باعث پیروزی ارتش عمان و متحدانش شد. عملیاتِ نظامیِ ارتشِ ایران در این جنگ به حدّی مؤثر واقع شد که سلطان قابوس تاج و تخت خود را مدیون ایران می‌دانست. نزدیکیِ این کشور با ایران از آن زمان و بر همین اساس شکل گرفت و تا به امروز نیز ادامه دارد.

## تاریخچه
جنبش آزادی‌بخش ظفار در ۱۹۶۲ با هدف استقلال ظفار شکل گرفت. این سازمان در ابتدا تحت تأثیر اندیشه‌های ملی‌گرایانه رهبران قبایل منطقه بود و از کمک‌های نظامی عربستان سعودی نیز سود می‌برد. چریک‌های ظفاری علاوه بر حملات خرابکارانه به ادارات دولتی و تأسیسات نفتی توانستند بخش‌هایی از ظفار را نیز تصرف کنند.
در ۱۹۶۷ دو حادثه موجب شد تا قدرت چپ‌گراها و ناصریست‌ها در این سازمان افزایش پیدا کند. اول شکست اعراب در جنگ شش روزه که دیدگاه‌های رادیکال را در تمام جهان عرب تقویت کرد و دیگری تشکیل جمهوری دمکراتیک یمن (یمن جنوبی) با خروج نیروهای انگلیسی از عدن.
در کنگره دوم سازمان در شهر حمرین، یمن (سپتامبر ۱۹۶۸) بیشتر پست‌های کلیدی در اختیار رادیکال‌ها قرار گرفت و نام آن نیز به «جبهه مردمی برای آزادی خلیج عربی اشغالی» تغییر کرد. سازمان با گرایش به مارکسیسم لنینیسم از کمک‌های گسترده یمن جنوبی و چین برخوردار شد. کمک چین به‌ویژه از آن جهت بود که آن‌ها سازمانی با پایگاه دهقانی و باورهای مائوئیستی قوی بودند. چین بی‌درنگ سفارت خود را در عدن تأسیس کرد و از یمن جنوبی به عنوان محل انتقال سلاح به عمان استفاده می‌کرد. اعضای سازمان همچنین از آموزش جنگ‌های نامنظم و تعلیمات مکتبی چین و شوروی بهره می‌بردند.

## پشتیبانان سلطان عمان

### ایران
تا سال ۱۹۶۹ نیروهای شورشی بر بیشتر مناطق کوهستانی ظفار تسلط یافتند و تنها جاده‌ای که از صلاله به سوی این منطقه می‌رفت را قطع کرده بودند. نیروهای آن‌ها به خوبی آموزش‌دیده و مسلح به کلاشنیکف و سلاح‌های سنگینی چون تیربار دوشکا، خمپاره‌های ۸۲ میلی‌متری، راکت‌اندازهای کاتیوشای ۱۴۰ میلی‌متری ب‌ام۱۴ و ۱۲۲ م‌م گراد بودند. در مقابل سلطان عمان تنها هزار نیرو در ظفار داشت که تجهیزات بسیار بدی داشته و عمدتاً از سلاح‌های بازمانده جنگ جهانی دوم مانند تفنگ‌های گلنگدنی برخوردار بوده و تنها در سال ۱۹۶۸ تفنگ‌هایشان با تفنگ اتوماتیک اف‌ان فال تعویض شد. این نیروها حتی لباس و پوتین مناسب ناهمواری‌های این منطقه را در اختیار نداشتند و آموزش لازم برای نبرد با چریک‌ها را ندیده بودند به همین دلیل فقط قادر به حفاظت از شهر صلاله و نواحی اطراف آن بودند.
قابوس بن سعید، سلطان عمان، پس از به قدرت رسیدن در ۱۹۷۰ با گوشزد کردن خطر قوت گرفتن جنبش‌های چپ‌گرا در منطقه در صورت موفقیت شورشیان ظفار توانست حمایت‌های نظامی و مالی گسترده‌ای را از کشورهای منطقه دریافت کند.
عملیات نظامی ارتش شاهنشاهی ایران در استان ظفار برای مقابله با قبایل عرب استقلال‌طلب و چریک‌های جدایی‌طلب مارکسیستدر این منطقه به درخواست سلطان قابوس از محمدرضا پهلوی، پادشاه ایران انجام گرفت. حضور نظامی ایران در تغییر وضعیت به سود پادشاهی عمان و سرکوب شورش ظفار نقش داشت. از آن زمان سلطان قابوس بقای تخت و تاج خود را تا حد زیادی مدیون ایران می‌داند
محمدرضا پهلوی در ۱۹۷۳ میلادی (پاییز ۱۳۵۲ خورشیدی) واحدهای واکنش سریع ارتش ایران را با سلاح‌های مدرن و ۲۰ فروند بالگرد به ظفار اعزام کرد. اهداف ایران در جنگ ظفار شامل تأمین ثبات منطقه و مقابله با جریان‌های انقلابی، تجربه جنگ واقعی برای نیروهای نظامی ایران -به همین دلیل هر چهار ماه یک بار افسران و سربازان ایرانی تعویض می‌شدند- و ضربه به رادیکال‌ترین حکومت منطقه یعنی یمن جنوبی می‌شد.
عربستان ۲٫۵ میلیارد دلار و ابوظبی ۲۰۰ میلیون دلار برای انجام پروژه‌های اقتصادی و نظامی به این کشور کمک کردند. عربستان، انگلستان، اردن، امارات، پاکستان و مصر برای آموزش نیروهای مسلح عمان اقدام کردند و اردن و امارات نیز واحدهای نظامی خود را برای انجام وظیفه در شمال عمان فرستادند تا ارتش عمان بتواند با فراغ بال در ظفار بجنگد.
هزینه حضور نظامی ارتش ایران در ظفار تا مبلغ یک میلیارد دلار تخمین زده می‌شود. این عملیات به صورت مستقیم زیر نظر شاه اداره می‌شد و هویدا به عنوان نخست‌وزیر دو ماه پس از اعزام نیروها از این امر خبر یافت.
بر اساس برخی از تخمین‌ها تعداد کشته شدگان ارتش ایران تا پایان جنگ ظفار(۱۳۵۲) برابر با ۲۵ درجه‌دار و ۱۸۶ سرباز و هفتصد مجروح بوده است.